# 簇丝壳属
簇丝壳属（学名：Caespitotheca）为白粉菌科的一个属。

## 下属物种
本属包括以下物种：
- Caespitotheca forestalis (Mena) S.Takam. & U.Braun